# Криштальський Олег Романович

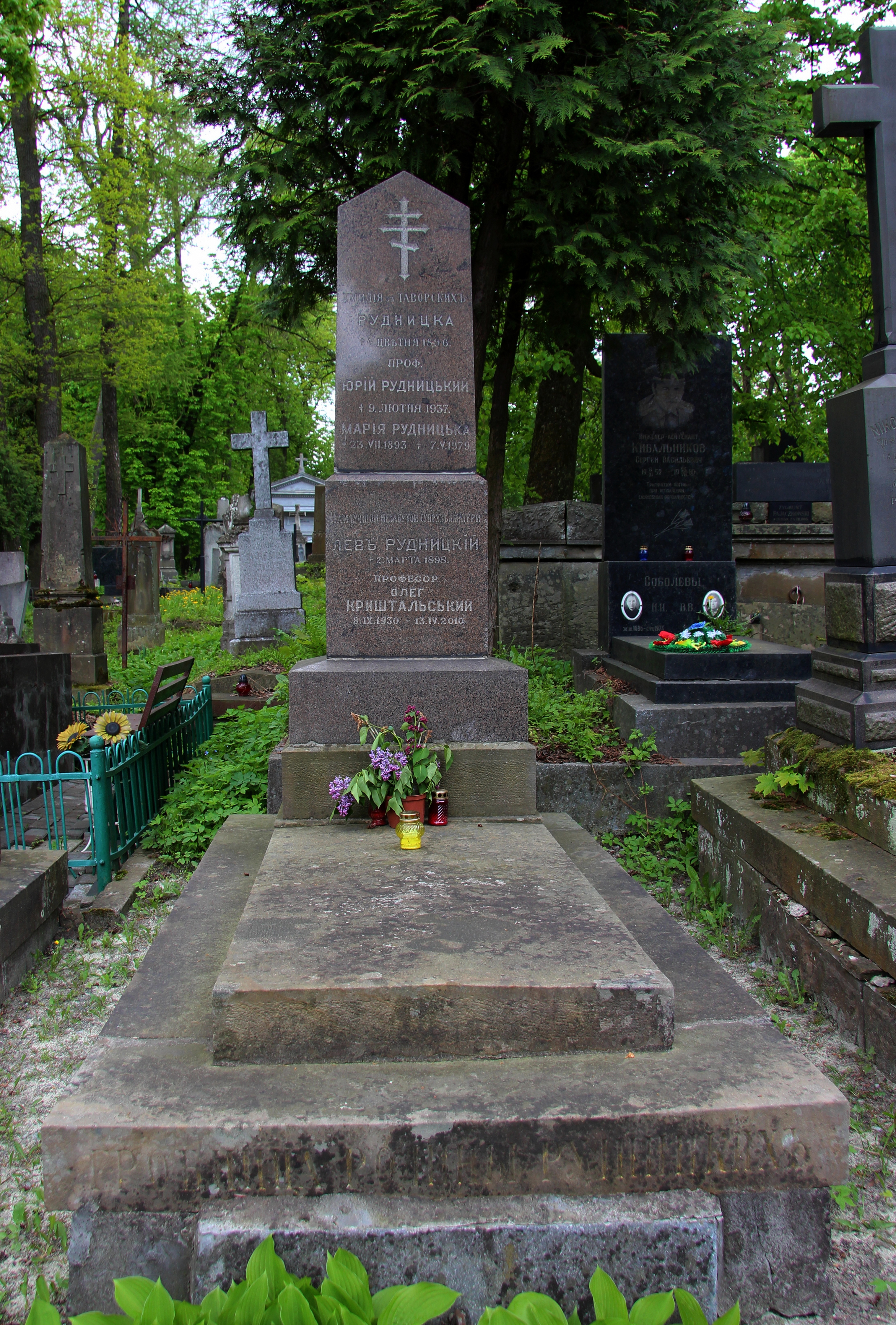

Оле́г Рома́нович Кришта́льський  (8 вересня 1930 - 13 квітня 2010 , м. Львів) —  Народний артист Української РСР (1990), професор, завідувач кафедри спеціального фортепіано
Львівської музичної академії імені Миколи Лисенка.
Навчався грі на фортепіано у Р. Савицького (старшого), Л. Мюнцера. У 1952 році закінчив Львівську консерваторію (класи В. Барвінського, Г. Левицької, Л. Уманської), а в 1956 році — аспірантуру при Московській консерваторії (клас С. Фейнберг). З 1956 року працював у Львівській музичній академії, з 1966 року — завідувач кафедри фортепіано, в 1971—1990 роках — проректор з наукової роботи. Криштальський — піаніст академічного типу, який надавав великого значення логічності, майстерності і технічній досконалості виконання. У 1960-80-х роках гастролював в СРСР, Чехословаччині, Польщі.
Помер у Львові . Похований у гробниці родини Рудницьких на 69 полі Личаківського цвинтаря.
Дружиною Олега Романовича Криштальського була Ганна Рудницька, медикиня, викладачка Львівського медінституту, дочка відомого письменника Юліана Опільського. Дітей у родини не було.